# Радомир Рељић
Радомир Рељић (Скопље, 18. јул 1938 — Београд, 6. новембар 2006) био је српски сликар, професор Факултета ликовних уметности и редовни члан САНУ.

## Биографија
Завршио је осмогодишњу школу у Зрењанину, а затим и три разреда гимназије школске 1955/56. године такође у Зрењанину. Студирао је Академију ликовних уметности у Београду и завршио је 1961. године у класи професора Зорана Петровића. Завршио је и специјалистичке студије 1963. године у класи професора Зоре Петровић и Мила Милуновића. Изабран је 1972. године за асистента на Академији за ликовне уметности, затим је 1978. изабран за доцента на Факултету ликовних уметности у Београду. После тога 1985. постао је ванредни професор, a 1988. редовни професор на истом факултету за предмет сликарство и цртање.
Боравио је на студијским путовањима у више држава: Италија, Аустрија, Француска, Немачка, Канада. Био је члан Удружења ликовних уметника Србије (УЛУС) и Удружења ликовних уметника примењених уметности и дизајнера Србије (УЛУПУДС).
За дописног члана Српске академије наука и уметности изабран је 15. децембра 1988. године, за редовног члана 23. октобра 1997. године, у Одељењу ликовне и музичке уметности.
1990. године Ненад Момчиловић режирао је документарни филм „Радомир Рељић“ који се односи на уметникову изложбу „Рани период 1958—1965“ (Модерна галерија, Ваљево). Године 1996. у Галерији САНУ одржана је његова ретроспективна изложба.
Значајније изложбе, углавном самосталне:
- 1961.	Београд, Галерија Графичког колектива
- 1963.	Загреб, Галерија сувремене умјетности
- 1965.	Београд, Галерија Коларчевог народног универзитета
- 1966. 	Београд, Галерија Дома омладине
  - Фиренца, Casa del popolo M.Buonarrti (са Дамњаном)
- 1967. 	Београд, Салон Музеја савремене уметности
  - Ниш, Изложбени павиљон у Тврђави
  - Сплит, Галерија умјетнина (са Дамњановићем и Оташевићем)
- 1968. 	Краљево, Хол Дома ЈНА
- 1970. 	Скопље, Салон Музеја на современата уметност (са Дамњаном и Оташевићем)
- 1972. Београд, Галерија Графичког колектива (са Михаиловићем)
- 1975. 	Београд, Ликовна галерија Културног центра
  - Љубљана, Мала галерија
- 1981. 	Женева, Galerie d'art UNA
  - Београд, Галерија Графичког колектива
- 1984. 	Београд, Галерија Себастијан
- 1990. 	Ваљево, Модерна галерија, Рани период
- 1991. 	Београд, Галерија Графичког колектива
- 1992. 	Суботица, YU ФЕСТ Галерија
- 1993. 	Београд, Галерија Атријум (изложба поводом промоције часописа Градац)
- 1996. 	Београд, Галерија САНУ, Ретроспективна изложба.
- 2001. Београд, Галерија Графичког колектива, 5-17. новембар поводом 40 година рада

Добио је више награда за свој уметнички рад: Награда Политике (1965), Награда на изложби „Мир, хуманост и пријатељство међу народима“ (Словењ Градец, 1965), Прва награда на III тријеналу југословенске уметности (1967), Трећа награда на изложби „Werke der 2. internationalen Malerwochen auf Schloss Retzhof bei Leibnitz“ (1967), Велика плакета Универзитета уметности (1988), награда XVIII Меморијала Надежде Петровић (1994).
Налазио се на Изборној листи „Отпора“ за парламентарне републичке изборе 2003. године у Србији, али та политичка странка није прешла цензус од 5% за улазак у Скупштину.
Умро је са 68 година 6. новембра 2006. у Београду.